# Raïon de l'Oka
Le raïon de l'Oka (en bouriate : Ахын аймаг, en russe : Оки́нский райо́н) est une subdivision administrative (raïon) et une municipalité (raïon municipal) de la république de Bouriatie en Russie. Son centre administratif est la localité d'Orlik, et sa population s'élevait à 5 332 habitants en 2023.

## Géographie
Le raïon se situe en Bouriatie, un sujet, en tant que république, de la Russie, situé dans le district fédéral extrême-oriental. La Bouriatie se situe en Sibérie orientale, dans la région montagneuse de Transbaïkalie.

## Politique et administration

### Statut
Le raïon est un des 21 raïons de la république de Bouriatie, dans le district fédéral extrême-oriental. Il est un raïon municipal, et comporte ainsi plusieurs municipalités à l'intérieur de lui,.

### Élections
Le raïon se trouve dans la circonscription législative fédérale de la Bouriatie (no 9).

### Divisions
Le raïon compte 15 localités réparties en 4 municipalités.